# Clifford Roberts
Clifford Roberts, född 6 mars 1894 i Morning Sun, Louisa County, Iowa, död 29 september 1977 i Augusta, Georgia, var en amerikansk idrottsfunktionär. Han var ordförande för Augusta National Golf Club 1931–1976 och för The Masters Tournament 1934–1976. Han sköt sig på golfbanan.
Roberts mor sköt sig när han var 19 år gammal och fadern blev överkörd av ett tåg åtta år senare i ett förmodat självmord. Tillsammans med Bobby Jones grundade han år 1931 Augusta National Golf Club. The Masters Tournament, som spelades för första gången år 1934, hette ursprungligen Augusta National Invitation Tournamnet, tills Jones gick med på Roberts ursprungliga namnförslag år 1939.
Världens mest berömda golftävling fick sin början under Jim Crow-eran som innebar lagstadgad rassegregering i sydstaterna fram till 1960-talet. Rassegregeringen innebar i praktiken att golfspelarna skulle vara vita och caddier svarta. Roberts själv var segregationist och känd för uttalandet "As long as I'm alive, all the golfers will be white and all the caddies will be black." ("Så länge jag lever kommer alla golfspelare vara vita och alla caddier svarta.") År 1975 hälsade Roberts Lee Elder välkommen till banan. The Masters Tournament hade för första gången tillåtit en afroamerikansk golfspelare att tävla. Redan fem år tidigare hade Sukree Onsham från Thailand fått delta.
Roberts insjuknade i cancer och begick självmord på golfbanan. Han valdes in i World Golf Hall of Fame 1978.